# Surinam na Letnich Igrzyskach Olimpijskich 2024
Surinam na Letnich Igrzyskach Olimpijskich 2024 – występ kadry sportowców reprezentujących Surinam na igrzyskach olimpijskich, które odbyły się w Paryżu we Francji, w dniach 26 lipca – 11 sierpnia 2024.
Reprezentacja Surinamu liczyła pięcioro zawodników – kobietę i czterech mężczyznę, którzy wystąpili w 4 dyscyplinach.
Był to piętnasty start Surinamu na letnich igrzyskach olimpijskich.

## Reprezentanci

### Badminton
| Zawodnik   | Konkurencja | Faza grupowa       | Faza grupowa        | Faza grupowa | 1/8 finału       | Ćwierćfinały     | Półfinały        | Finał            | Finał | Źródło |
| Zawodnik   | Konkurencja | Przeciwnik Wynik   | Przeciwnik Wynik    | Poz.         | Przeciwnik Wynik | Przeciwnik Wynik | Przeciwnik Wynik | Przeciwnik Wynik | Poz.  | Źródło |
| ---------- | ----------- | ------------------ | ------------------- | ------------ | ---------------- | ---------------- | ---------------- | ---------------- | ----- | ------ |
| Sören Opti | singel (m)  | Shi P (5–21, 7–21) | Toti P (8–21, 1–4r) | 3.           | NQ               | NQ               | NQ               | NQ               | NQ    | [ 1 ]  |

### Kolarstwo

#### Kolarstwo torowe
Keirin
| Zawodnik        | Konkurencja | Eliminacje | Repesaże | Ćwierćfinały | Półfinały | Finał   | Źródło |
| Zawodnik        | Konkurencja | Miejsce    | Miejsce  | Miejsce      | Miejsce   | Miejsce | Źródło |
| --------------- | ----------- | ---------- | -------- | ------------ | --------- | ------- | ------ |
| Jaïr Tjon En Fa | mężczyźni   | 4. R       | 4.       | NQ           | NQ        | NQ      | [ 2 ]  |

Sprint
| Zawodnik        | Konkurencja | Kwalifikacje         | Kwalifikacje | Runda 1                         | Repesaż 1                       | Runda 2                         | Repasaż 2                       | Runda 3                         | Repasaż 3                       | Ćwierćfinały                    | Półfinały                       | Finał / 3. miejsce              | Finał / 3. miejsce | Źródło |
| Zawodnik        | Konkurencja | Czas Prędkość (km/h) | Poz.         | Przeciwnik Czas Prędkość (km/h) | Przeciwnik Czas Prędkość (km/h) | Przeciwnik Czas Prędkość (km/h) | Przeciwnik Czas Prędkość (km/h) | Przeciwnik Czas Prędkość (km/h) | Przeciwnik Czas Prędkość (km/h) | Przeciwnik Czas Prędkość (km/h) | Przeciwnik Czas Prędkość (km/h) | Przeciwnik Czas Prędkość (km/h) | Poz.               | Źródło |
| --------------- | ----------- | -------------------- | ------------ | ------------------------------- | ------------------------------- | ------------------------------- | ------------------------------- | ------------------------------- | ------------------------------- | ------------------------------- | ------------------------------- | ------------------------------- | ------------------ | ------ |
| Jaïr Tjon En Fa | mężczyźni   | 9,637 (74,712)       | 23. Q        | Richardson P 9,815 (74,496)     | Spiegel Zhou W 9,999 (72,007)   | Jakowlew P 10,052 (72,764)      | Rudyk P 10,927 (72,963)         | NQ                              | NQ                              | NQ                              | NQ                              | NQ                              | NQ                 | [ 2 ]  |

### Lekkoatletyka
| Zawodnik    | Konkurencja       | Runda 1 | Runda 1 | Runda 2 | Runda 2 | Półfinał | Półfinał | Finał | Finał   | Źródło |
| Zawodnik    | Konkurencja       | Wynik   | Miejsce | Wynik   | Miejsce | Wynik    | Miejsce  | Wynik | Miejsce | Źródło |
| ----------- | ----------------- | ------- | ------- | ------- | ------- | -------- | -------- | ----- | ------- | ------ |
| Jalen Lisse | bieg na 100 m (m) | 10.64   | 21.     | NQ      | NQ      | NQ       | NQ       | NQ    | NQ      | [ 3 ]  |

### Pływanie
| Zawodnik        | Konkurencja            | Eliminacje | Eliminacje | Półfinał | Półfinał | Finał | Finał | Źródło |
| Zawodnik        | Konkurencja            | Czas       | Poz.       | Czas     | Poz.     | Czas  | Poz.  | Źródło |
| --------------- | ---------------------- | ---------- | ---------- | -------- | -------- | ----- | ----- | ------ |
| Kaelyn Djoparto | 50 m st. dowolnym (k)  | 29.99      | 61.        | NQ       | NQ       | NQ    | NQ    | [ 4 ]  |
| Irvin Hoost     | 100 m st. dowolnym (m) | 52.99      | 68.        | NQ       | NQ       | NQ    | NQ    | [ 5 ]  |